# Яган (абориген)

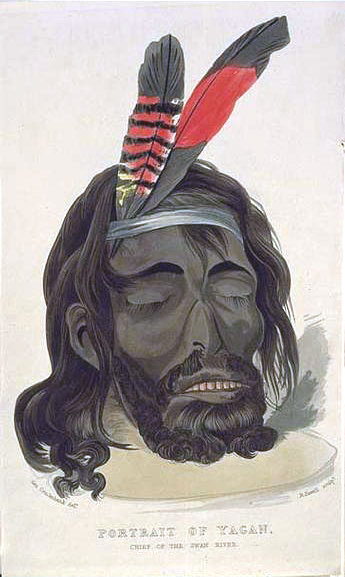
Рисунок Джорджа Крукшенка, выполненный с отрубленной головы Ягана.

Яган (ок. 1795 — 11 июля 1833) — воин из народа нунгар австралийских аборигенов, который сыграл ключевую роль в начале сопротивления коренных австралийцев созданию британских поселений и утверждения их власти в области современного Перта, Западная Австралия. После того как он совершил серию краж и грабежей в сельской местности, в результате которой несколько белых поселенцев были убиты, правительство предложило награду за его поимку живым или мёртвым. Один из молодых поселенцев убил его выстрелом из ружья. Убийство Ягана фигурирует в фольклоре аборигенов как символ несправедливости, а иногда и жестокого обращения с коренными народами Австралии со стороны колониальных поселенцев. Известный по всей Австралии Яган считается героем нунгаров.
Поселенцы отрубили голову у мёртвого тела Ягана, чтобы претендовать на награду за его убийство. Позже представители власти взяли её в Лондон, где она была выставлена в качестве «антропологического курьёза». Музей держал голову на хранении более ста лет, прежде чем похоронить её вместе с другими останками в безымянной могиле в Ливерпуле в 1964 году. На протяжении многих лет представители нунгаров просили о репатриации головы — как по религиозным причинам, так и из-за традиционного статуса Ягана в культуре. Место захоронения было определено в 1993 году. Четыре года спустя чиновники эксгумировали голову и вернули её в Австралию. С 1997 года коренное население области Перт вело споры о том, как уважительным образом поступить с головой Ягана. В итоге, они захоронили её в июле 2010 года в ходе традиционной церемонии нунгаров в Суон-Уэлли в штате Западная Австралия, спустя 177 лет после смерти Ягана.

## Биография

### Ранняя жизнь
Являясь членом этнической группы ваджук народа нунгар, Яган принадлежал к группе из около 60 человек, название которой, по словам Роберта Лиона, было билиар. Учёные на сегодняшний день полагают, что представители племени билиар, возможно, были кланом-группой большего племени, которое Дэйзи Бейтс называет билгар. Согласно Лиону, племя билиар занимало земли к югу от реки Суон и реки Каннинг, на юг до залива Манглс. Группа имела права пользования землёй на гораздо большей площади, чем эта, расширяя сферу своего влияния на север до озера Монгер и северо-восток до реки Елена. Кроме того, группа имела необычную степень свободы для перемещения по землям своих соседей — возможно, из-за родства и брачных связей с соседними группами.
Яган, как полагают, родился около 1795 года. Его отцом был Мидгегоро, вождь племени билиар, матерью его была предположительно одна из двух жён Мингегоро. Яган, вероятно, был баллароком в классификации нунгаров.

### Брак и семья
По словам историка Невилла Грина, у Ягана были жена и двое детей. Публикация в бюллетене Перта за 1833 год называет имена его детей как «Нарал», 9 лет, и «Виллим», 11 лет, однако большинство других государственных источников утверждает, что воин не был женат и был бездетен. Описываемый как выше среднего роста с внушительным телосложением, дородный, Яган имел отличительную татуировку на правом плече, которая определяла его как «человека высокого статуса в племенном законе». Он был в целом признан самым физически мощным среди своего племени, что сделало его естественным лидером.

## Отношения с поселенцами
Ягану было около 35 лет в 1829 году, когда британские поселенцы высадились в этой области и создали колонии у реки Суон. В течение первых двух лет существования колонии отношения между поселенцами и нунгарами были, как правило, дружественными, так как между ними было мало конкуренции за ресурсы. Нунгары приветствовали белых поселенцев как джанда, вернувшихся духов умерших. Исторические источники отмечают, что обе группы совместно ловили рыбу. Со временем конфликты между двумя культурами постепенно становились всё более частыми. Белые поселенцы ошибочно считали, что нунгары были кочевниками, которые не имели претензий к земле, по которой они бродили. Колонисты огораживали земли для выпаса скота и земледелия в соответствии с их традиционной практикой. Чем больше земель огораживалось, тем чаще нунгарам отказывали в доступе к их традиционным охотничьим угодьям и священным местам. К 1832 году семейная группа Ягана была не в состоянии приблизиться к Суону или Каннингу без опасений, потому что поселенцы выстроили земельные ограждения вдоль банки. Нуждаясь в пище, нунгары совершили несколько рейдов на земли поселенцев с целью кражи их сельскохозяйственных культур и убийства их скота. Они также разведали места хранения запасов поселенцев и начали воровать муку и другие продукты питания, что стало серьёзной проблемой для колонии.
Первое своё убийство белого человека Яган совершил в июне 1832 года. Сам он был убит 11 июля 1833 года.